# Lijst van voetbalinterlands Fiji - Tahiti
Deze lijst van voetbalinterlands is een overzicht van alle officiële voetbalwedstrijden tussen de nationale teams van Fiji en Tahiti. De landen hebben tot op heden negentien keer tegen elkaar gespeeld. Ondanks dat Tahiti pas in 1990 lid werd van de FIFA, worden de wedstrijden op de OFC Nations Cup van daarvoor toch door de FIFA erkend. De eerste ontmoeting, een groepswedstrijd tijdens de OFC Nations Cup 1973, werd gespeeld op 23 februari 1973 in Auckland (Nieuw-Zeeland). Het laatste duel, de troostfinale van de OFC Nations Cup 2024, vond plaats op 30 juni 2024 in Port Vila (Vanuatu).

## Wedstrijden
| №  | Plaats    | Datum             | Competitie                       | Wedstrijd     | Uitslag |
| -- | --------- | ----------------- | -------------------------------- | ------------- | ------- |
| 1  | Auckland  | 23 februari 1973  | OFC Nations Cup 1973             | Tahiti – Fiji | 4 – 0   |
| 2  | Nouméa    | 29 februari 1980  | OFC Nations Cup 1980             | Tahiti – Fiji | 6 – 3   |
| 3  | Lae       | 14 september 1991 | Zuid Pacifische Spelen 1991      | Tahiti – Fiji | 0 – 3   |
| 4  | ?         | 30 november 1993  | Vriendschappelijk                | Tahiti – Fiji | 3 – 0   |
| 5  | Port Vila | 9 december 1993   | Zuid Pacifische Mini Spelen 1993 | Tahiti – Fiji | 1 – 0   |
| 6  | Port Vila | 16 december 1993  | Zuid Pacifische Mini Spelen 1993 | Tahiti – Fiji | 3 – 0   |
| 7  | Suva      | 23 mei 1994       | Vriendschappelijk                | Fiji – Tahiti | 2 – 2   |
| 8  | Lautoka   | 25 mei 1994       | Vriendschappelijk                | Fiji – Tahiti | 2 – 0   |
| 9  | Brisbane  | 4 oktober 1998    | OFC Nations Cup 1998             | Tahiti – Fiji | 2 – 4   |
| 10 | Lautoka   | 9 juli 2003       | Zuid Pacifische Spelen 2003      | Fiji – Tahiti | 2 – 1   |
| 11 | Adelaide  | 29 mei 2004       | WK 2006 kwalificatie             | Tahiti – Fiji | 0 – 0   |
| 12 | Apia      | 1 september 2007  | WK 2010 kwalificatie             | Tahiti – Fiji | 0 – 4   |
| 13 | Nouméa    | 27 augustus 2011  | Pacifische Spelen 2011           | Fiji – Tahiti | 3 – 0   |
| 14 | Nouméa    | 9 september 2011  | Pacifische Spelen 2011           | Tahiti – Fiji | 2 – 1   |
| 15 | Port Vila | 7 juni 2019       | Vriendschappelijk                | Fiji − Tahiti | 1 − 1   |
| 16 | Apia      | 8 juli 2019       | Pacifische Spelen 2019           | Tahiti − Fiji | 1 − 2   |
| 17 | Honiara   | 21 november 2023  | Pacifische Spelen 2023           | Fiji − Tahiti | 0 − 0   |
| 18 | Suva      | 22 juni 2024      | OFC Nations Cup 2024             | Fiji − Tahiti | 1 − 0   |
| 19 | Port Vila | 30 juni 2024      | OFC Nations Cup 2024             | Tahiti − Fiji | 2 − 1   |

## Samenvatting
| Competitie                    | Totaal gespeeld | Winst Fiji | Gelijk | Winst Tahiti | Doelsaldo Fiji – Tahiti |
| ----------------------------- | --------------- | ---------- | ------ | ------------ | ----------------------- |
| WK-kwalificatie               | 2               | 1          | 1      | 0            | 4 − 0                   |
| OFC Nations Cup               | 5               | 2          | 0      | 3            | 9 − 14                  |
| (Zuid-) Pacifische Spelen     | 6               | 4          | 1      | 1            | 11 − 4                  |
| (Zuid) Pacifische Mini Spelen | 2               | 0          | 0      | 2            | 0 − 4                   |
| Vriendschappelijk             | 4               | 1          | 2      | 1            | 5 − 6                   |
| Totaal                        | 19              | 8          | 4      | 7            | 29 − 28                 |

FFA · A-internationals · Fijisch vrouwenelftal
1950 – 1959 · 
1960 – 1969 · 
1970 – 1979 · 
1980 – 1989 · 
1990 – 1999 · 
2000 – 2009 · 
2010 – 2019 ·
2020 − 2029
Amerikaans-Samoa ·
Australië ·
China ·
Cookeilanden ·
Estland ·
Filipijnen ·
Hongkong ·
India ·
Indonesië ·
Maleisië ·
Mauritius ·
Mexico ·
Nieuw-Caledonië ·
Nieuw-Zeeland ·
Papoea-Nieuw-Guinea ·
Salomonseilanden ·
Samoa ·
Singapore ·
Tahiti ·
Taiwan ·
Tonga ·
Vanuatu
FTF · 
A-internationals · 
Tahitiaans vrouwenelftal
1989 – 1999 · 
2000 – 2009 · 
2010 – 2019
Amerikaans-Samoa ·
Australië ·
Cookeilanden ·
Fiji ·
Nieuw-Caledonië ·
Nieuw-Zeeland ·
Nigeria ·
Papoea-Nieuw-Guinea ·
Salomonseilanden ·
Samoa ·
Spanje ·
Tonga ·
Uruguay ·
Vanuatu